# Huitzacotla
Huitzacotla är en ort i Mexiko.   Den ligger i kommunen Atlixtac och delstaten Guerrero, i den sydöstra delen av landet, 210 km söder om huvudstaden Mexico City. Huitzacotla ligger 1 929 meter över havet och antalet invånare är 512.
Terrängen runt Huitzacotla är lite bergig. Runt Huitzacotla är det ganska glesbefolkat, med 43 invånare per kvadratkilometer. Närmaste större samhälle är Alpuyecancingo de las Montañas, 13,6 km norr om Huitzacotla. I omgivningarna runt Huitzacotla växer huvudsakligen savannskog.